# Irondale, Alabama
Irondale är en stad (city) i Jefferson County, i delstaten Alabama, USA. Enligt United States Census Bureau har staden en folkmängd på 12 357 invånare (2011) och en landarea på 44,8 km².